# East Laurinburg
East Laurinburg és una població dels Estats Units a l'estat de Carolina del Nord. Segons el cens del 2000 tenia 295 habitants.

## Demografia
Segons el cens del 2000, East Laurinburg tenia 295 habitants, 124 habitatges i 81 famílies. La densitat de població era de 632,8 habitants per km².
Dels 124 habitatges en un 20,2% hi vivien nens de menys de 18 anys, en un 40,3% hi vivien parelles casades, en un 18,5% dones solteres, i en un 33,9% no eren unitats familiars. En el 31,5% dels habitatges hi vivien persones soles el 16,1% de les quals corresponia a persones de 65 anys o més que vivien soles. El nombre mitjà de persones vivint en cada habitatge era de 2,38 i el nombre mitjà de persones que vivien en cada família era de 2,99.
Per edats la població es repartia de la següent manera: un 21% tenia menys de 18 anys, un 10,2% entre 18 i 24, un 23,7% entre 25 i 44, un 25,1% de 45 a 60 i un 20% 65 anys o més.
L'edat mediana era de 43 anys. Per cada 100 dones de 18 o més anys hi havia 80,6 homes.
La renda mediana per habitatge era de 25.938 $ i la renda mediana per família de 31.875 $. Els homes tenien una renda mediana de 21.944 $ mentre que les dones 20.313 $. La renda per capita de la població era de 13.415 $. Entorn del 24,1% de les famílies i el 22,9% de la població estaven per davall del llindar de pobresa.

## Poblacions més properes
El següent diagrama mostra les poblacions més properes.